# NGC 338
NGC 338 est une galaxie spirale située dans la constellation des Poissons. NGC 338 a été découverte par l'astronome germano-britannique Wilhelm Tempel en 1877.

## Caractéristiques
Sa vitesse par rapport au fond diffus cosmologique est de 4 479 ± 22 km/s, ce qui correspond à une distance de Hubble de 66,1 ± 4,6 Mpc (∼216 millions d'al).
À ce jour, 22 mesures non basées sur le décalage vers le rouge (redshift) donnent une distance de 68,545 ± 7,243 Mpc (∼224 millions d'al), ce qui est à l'intérieur des valeurs de la distance de Hubble.
La classe de luminosité de NGC 338 est I-II et elle présente une large raie HI.

## Groupe de NGC 315
La galaxie NGC 338 fait partie du groupe de NGC 315. Ce groupe comprend plus d'une quarantaine de galaxies. Outre NGC 338, les principales galaxies de ce groupe sont NGC 226, NGC 243, NGC 262, NGC 266, NGC 311, NGC 315, IC 43, IC 66 et IC 69. La galaxie NGC 252 incluse au groupe de NGC 315 dans un article d'Abraham Mahtessian devrait être ajoutée à cette liste.